# Untermühlthal

Bauernhaus

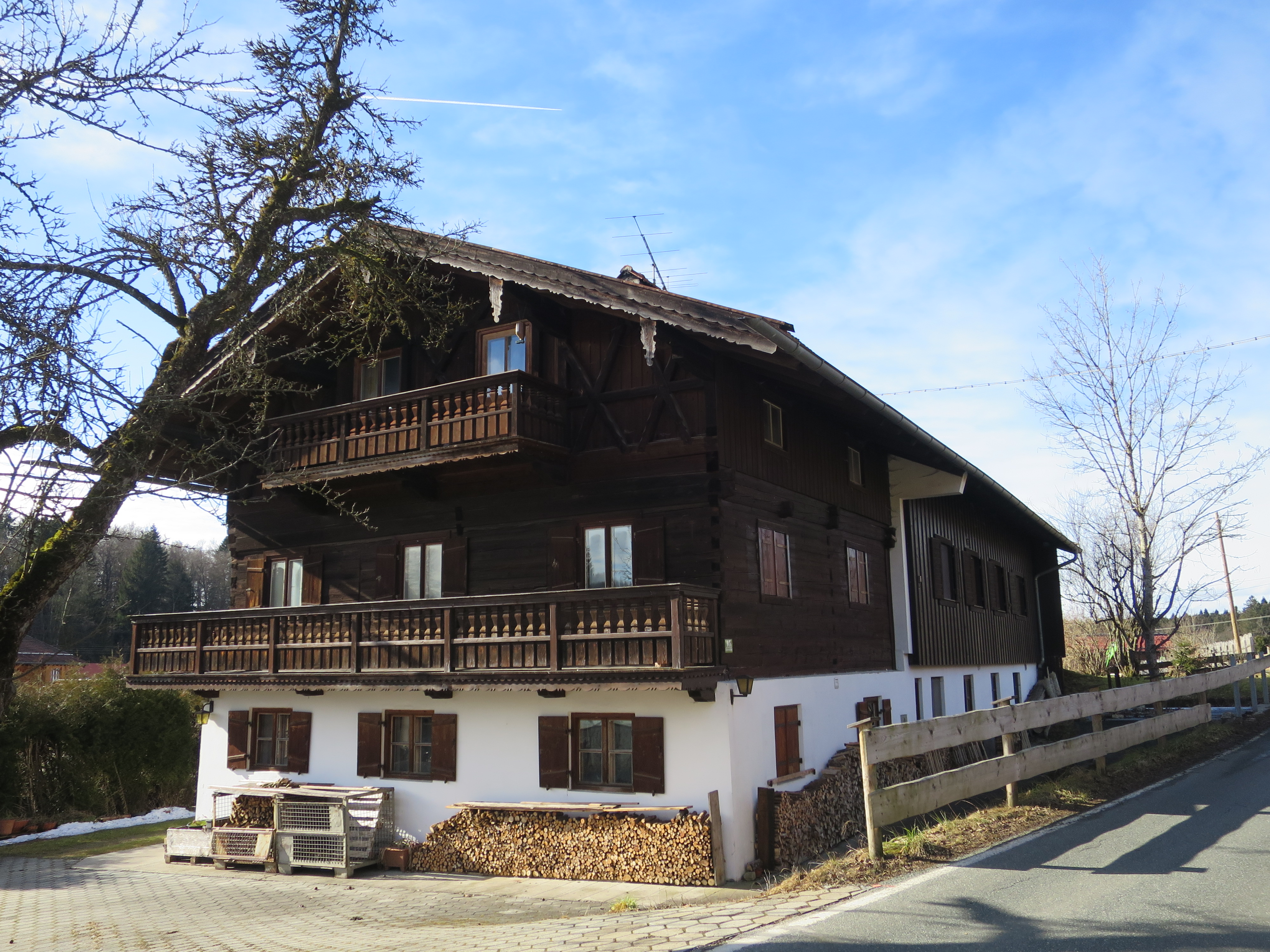
Ehemaliges Kleinbauernhaus

Untermühlthal ist ein Gemeindeteil der Gemeinde Dietramszell im oberbayerischen Landkreis Bad Tölz-Wolfratshausen.

## Geografie
Das Dorf liegt eineinhalb Kilometer westlich von Dietramszell. Es gehörte bereits vor der Gebietsreform in Bayern zur Gemeinde Dietramszell.  

## Einwohner
1871 wohnten im Ort 63 Personen, bei der Volkszählung 1987 wurden 57 Einwohner registriert.

## Baudenkmäler
Im Dorf gibt es zwei eingetragene Baudenkmäler:
- Bauernhaus Untermühlthal 7 (siehe Denkmalliste)
- Wohnteil des ehemaligen Kleinbauernhauses Untermühlthal 15 (siehe Denkmalliste)